# Theatrum Orbis Terrarum

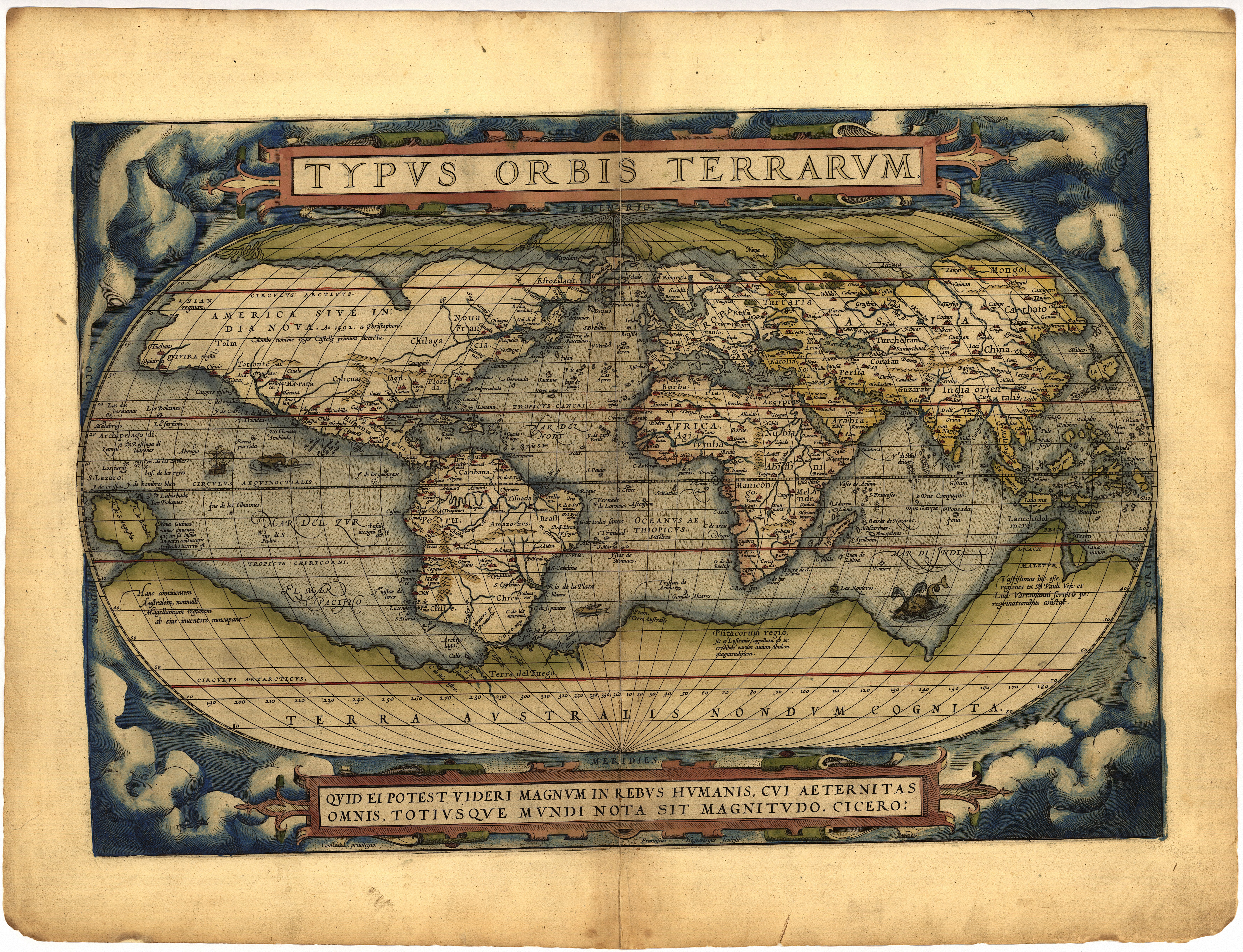
Карта мира, первая карта в первом издании Theatrum Orbis Terrarum 1570 года.

Theatrum Orbis Terrarum (Зрелище Круга Земного) — книжный памятник европейской картографии XVI века, созданный Абрахамом Ортелиусом (1527—1598) и выпущенный в свет 20 мая 1570 года в Антверпене.
Антверпен в то время был центром торговли колониальными товарами, а во второй половине XVI века этот город стал крупнейшим центром книгопечатания. Эта книга положила конец тому смешению древней и новой географии, которое было свойственно географии XV—XVI веков. Ортелиус не был автором карт, включённых им с свой Theatrum Orbis Terrarum. Его работа состояла в подборе лучших карт и подготовке их изображений для гравирования на листах одинакового формата. На каждой отобранной карте он указал имя её автора, а в конце книги поместил список авторов использованных им карт. Так появилась книга нового типа — географический атлас мира.
В каталоге карт Theatrum Orbis Terrarum, составленном Марселем ван ден Броке, 1996 г., содержится таблица изданий Theatrum-а и приложений к нему (46 позиций с указанием годов изданий, тиражей изданий, языков статей, напечатанных на оборотах карт). Так, тираж первого издания 1570 г. на латинском языке составил 325 экземпляров, последнего прижизненного издания 1598 г. на французском языке — 100 экземпляров. Последнее издание Theatrum-а было выпущено в свет в 1612 г. на испанском языке тиражом 250 экземпляров. Суммарный тираж Theatrum-а — 7300 экземпляров. Число карт в первом издании — 70 на 53 листах, в посмертном 1603 г. — ___ карт на 118 листах (это требует проверки).
Территории современной России во всех изданиях «Theatrum Orbis Terrarum» отведены две карты: «Russiae, Moscoviae et Tartariae descriptio Auctore Antonio Jekinsono Anglo, edita Londini anno 1562 & dedicata illustriss D. Henrico Sijdneo Wallie presidi. / Cum priuilegio» и «Tartariae sive Magni Chami Regni typus / Cum Priuilegio».
Переводы на русский язык некоторых текстов статей из «Зрелища» Ортелиуса были сделаны в Москве в XVII веке.
Многие карты для «Зрелища» были выгравированы Францем Хогенбергом. В 1579 году Ортелиус дополняет «Зрелище» разделом исторических карт, которые почти все были составленных им самим Этот раздел, названный "Parergon, sive Veteris Geograpiae Aliqvot Tabvlae.… " (Дополнение к Зрелищу…), открывался фронтисписом с девизом: HISTORIAE OCULUS GEOGRAPHIA (География глаза истории). В 1595 и 1624 гг. этот раздел был выпущен отдельными изданиями.
Король Испании Филипп II (1527—1598) удостоил в 1573 году А. Ортелиуса звания королевского географа за его Зрелище. Зрелище Ортелиуса оказалось самой дорогостоящей книгой XVI века.
Вскоре другими авторами были созданы и выпущены в свет подобные сборники карт и планов городов: 
1) Speculum Orbis Terrarum 1578 года Герарда де Йода (Gerard de Jode) (1509—1591), гравёра, печатника, издателя и картографа в Антверпене, переизданный его сыном Корнелисом (1568—1600) в 1593 году,

2) гравёр Франс Хогенберг (1535—1590), который резал карты для Ортелиуса, вместе с Георгом Хуфнагелем (1542—1600) составили к 1572 году сборник видов и планов городов, который выпустил в Кёльне Георг Браун (1541—1622) под названием «Civitates Orbis Terrarum».

Популярность атласа городов Брауна и Хогенберга оказалась подобной ортелиусову атласа мира. Он был выпущен в шести томах между 1572 и 1617 гг. Разные тома имели разные названия, содержали тексты на латыни и разных европейских языках, каждый том был переиздан не один раз.